# Joseph Bruchac
Joseph Bruchac(Saratoga Springs (Nueva York), 16 de octubre de 1942) es un escritor, educador y rapsoda estadounidense de ascendencia inglesa, eslovaca y abenaki. Conocido por su interés en pueblos amerindios, ha publicado o copublicado poemas y artículos sobre el tema, amén de varias novelas, entre las que destacan Dawn Land (1993) y su escuela Long River (1995) . Es miembro del PEN Club Internacional y de la Poetry Society of America.
Se licenció en literatura en la Universidad Cornell con un máster en la Syracuse University y un doctorado en literatura comparativa en Union Institute & University.
Reside en Greenfield, Estado de Nueva York.